# 폭스트롯

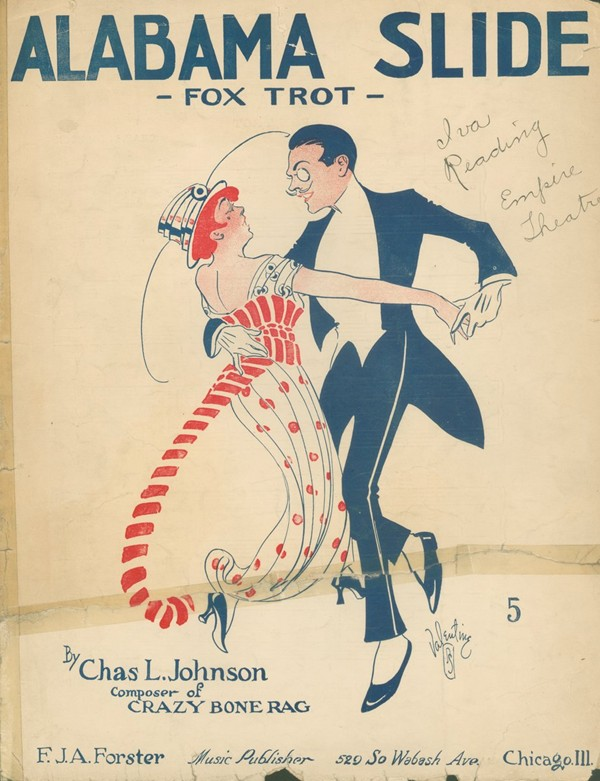
사교춤의 한 장르인 폭스트롯.

폭스트롯(영어: Foxtrot)은 사교춤의 장르 가운데 하나이다.

## 역사
명칭의 정확한 기원은 분명하지 않지만, 한 이론에 따르면 이 춤을 대중화한 사람인 보드빌 배우 해리 폭스로부터 이름을 딴 것에서 비롯된다. 폭스트롯은 대한민국의 음악 장르 가운데 하나인 트로트의 어원이 되기도 했다.